# Llafranc
Llafranc är en ort i Spanien.   Den ligger i provinsen Província de Girona och regionen Katalonien, i den östra delen av landet, 600 km öster om huvudstaden Madrid. Llafranc ligger 11 meter över havet och antalet invånare är 311.
Terrängen runt Llafranc är platt åt nordväst, men åt nordväst är den kuperad. Havet är nära Llafranc åt sydost.  Närmaste större samhälle är Palafrugell, 3,6 km nordväst om Llafranc. 